# 南歐鰍
南歐鰍為輻鰭魚綱鯉形目鰍科的其中一種，為亞熱帶淡水魚，被IUCN列為易危保育類動物，分布於歐洲希臘、馬其頓、阿爾巴尼亞淡水流域，體長可達7公分，棲息在湖泊、高山溪流底層水域，以無脊椎動物為食，繁殖期在4月至5月，生活習性不明，受環境污染及水資源短缺的威脅。

## 扩展阅读
維基物種上的相關：南歐鰍